# Маслаковский сельсовет
Маслако́вский сельсовет (бел.  Маслакоўскі сельсавет) — административно-территориальная единица Горецкого района Могилёвской области Белоруссии. Административный центр — агрогородок Маслаки.

## История
Маслаковский сельский Совет с центром в д. Маслаки был образован в 1917 году.
Названия:
- с 1917 — Маслаковский сельский Совет крестьянских депутатов
- с 14.1.1918 — Маслаковский сельский Совет рабочих, солдатских и крестьянских депутатов
- с 23.2.1918 — Маслаковский сельский Совет рабочих, крестьянских и красноармейских депутатов
- с 5.12.1936 — Маслаковский сельский Совет депутатов трудящихся
- с 7.10.1977 — Маслаковский сельский Совет народных депутатов
- с 15.3.1994 — Маслаковский сельский Совет депутатов[1].

Административная подчинённость:
- с 1917 — в Маслаковской волости Горецкого уезда
- с 20.8.1924 — в Копысском районе
- с 8.7.1931 — в Горецком районе[1].

## Население
- 1999 год — 1603 человека
- 2010 год — 1042 человека

## Состав
Включает 17 населённых пунктов:
- Барсуки — деревня.
- Большие Аниковичи — деревня.
- Варьково — деревня.
- Дубовый Угол — деревня.
- Зимник — деревня.
- Клин — деревня.
- Малые Аниковичи — деревня.
- Маслаки — агрогородок.
- Михайловичи — деревня.
- Напрасновка — деревня.
- Ольховка — деревня.
- Стрикили — деревня.
- Тросное — деревня.
- Тудоровка — деревня.
- Ферма — деревня.
- Шатиловка — деревня.
- Шепелевка — деревня.

Упразднённые населённые пункты на территории сельсовета:
- Аниковичи — деревня (17.03.2009)